# 絹ケ丘
絹ケ丘（きぬがおか）は、東京都八王子市の地名。現行行政町名は絹ケ丘一丁目から三丁目。住居表示実施地区。郵便番号は192-0912（八王子南郵便局管区）。

## 地理
八王子市南部に位置する。東で長沼町、南で中山・下柚木、西で北野台、北で打越町、長沼町と隣接する。日生北野台団地、絹ケ丘団地、高嶺団地、由木団地で構成されている。

### 地価
住宅地の地価は、2014年（平成26年）1月1日の公示地価によれば、絹ケ丘1-27-2の地点で11万円/m2となっている。

## 歴史
長沼町、打越町、下柚木、中山、高嶺町にまたがる4つの団地があり町境がわかりにくかったため絹ケ丘一丁目〜三丁目を置くこととなった。

### 沿革
- 1961年（昭和36年）絹ヶ丘団地に入居を開始する。
- 1983年（昭和58年）打越町・高嶺町（たかねまち）・長沼町・下柚木・上柚木の一部が編入される。絹ケ丘一丁目〜三丁目設置。

## 世帯数と人口
2017年（平成29年）12月31日現在の世帯数と人口は以下の通りである。
| 丁目         | 世帯数    | 人口    |
| ------------ | --------- | ------- |
| 絹ケ丘一丁目 | 1,062世帯 | 2,295人 |
| 絹ケ丘二丁目 | 928世帯   | 2,041人 |
| 絹ケ丘三丁目 | 756世帯   | 1,657人 |
| 計           | 2,746世帯 | 5,993人 |

## 小・中学校の学区
市立小・中学校に通う場合、学区は以下の通りとなる。
| 丁目         | 番地                                                | 小学校         | 中学校     | 通学許可校                                                   |
| ------------ | --------------------------------------------------- | -------------- | ---------- | ------------------------------------------------------------ |
| 絹ケ丘一丁目 | 1番1号                                              | 高嶺小学校     | 中山中学校 | 由井第一小学校 長沼小学校 打越中学校（由井第一小卒業の場合） |
| 絹ケ丘一丁目 | 1番2号〜最終号                                      | 高嶺小学校     | 中山中学校 | 由井第一小学校 長沼小学校                                    |
| 絹ケ丘一丁目 | 2番以降                                             | 長沼小学校     | 打越中学校 |                                                              |
| 絹ケ丘二丁目 | 1～8番、18番                                        | 高嶺小学校     | 中山中学校 | 由井第一小学校 長沼小学校                                    |
| 絹ケ丘二丁目 | 9～17番、19番以降                                   | 高嶺小学校     | 中山中学校 | 長沼小学校                                                   |
| 絹ケ丘三丁目 | 1〜6番                                              | 高嶺小学校     | 中山中学校 | 長沼小学校                                                   |
| 絹ケ丘三丁目 | 7番 8番（旧中山、高嶺） 9〜32番 33番1〜5号 34〜39番 | 高嶺小学校     | 中山中学校 |                                                              |
| 絹ケ丘三丁目 | 33番6〜30号                                         | 高嶺小学校     | 中山中学校 | 中山小学校                                                   |
| 絹ケ丘三丁目 | 40〜59番                                            | 高嶺小学校     | 中山中学校 | 由木中央小学校 由木中学校                                    |
| 絹ケ丘三丁目 | 8番（旧下柚木）                                     | 由木中央小学校 | 由木中学校 |                                                              |

## 交通

### 鉄道
京王電鉄京王線長沼駅が最寄り駅である。場合によっては京王バスで北野駅や京王相模原線南大沢駅、横浜線八王子みなみ野駅を利用する。絹ヶ丘二丁目交差点を通過する営業路線は、一日あたり約500便ほどある。

### 道路・橋梁
- 東京都道160号下柚木八王子線（野猿街道）

## 施設

### 公園
- 西谷戸公園
- 北野台公園
- 水道山緑地